# Oohkotokia horneri
 Oohkotokia horneri — вид птахотазових динозаврів родини анкілозаврові (Ankylosauridae). Вид існував у кінці крейдяного періоду (74 млн років тому). Скам'янілі рештки знайдено в США у штаті Монтана у відкладеннях алевроліту формації Two Medicine. Описаний по голотипу MOR 433, що містить рештки черепа та фрагментів посткраніального скелету. За оцінками, динозавр сягав 6 метрів завдовжки.